# Scaphytopius duocolorus
Scaphytopius duocolorus är en insektsart som beskrevs av Delong 1943. Scaphytopius duocolorus ingår i släktet Scaphytopius och familjen dvärgstritar. Inga underarter finns listade i Catalogue of Life.